# Marcin Uhrowiecki
Marcin Uhrowiecki herbu Suchekomnaty – kasztelan chełmski w latach 1586–1600, łowczy chełmski w latach 1570–1586, prowizor ewangelicki w 1599 roku.
Był wybrany prowizorem przez protestancko-prawosławną konfederację wileńską w 1599 roku. 